# 1796 год в науке
В 1796 году произошли следующие события в области науки:

## События
- 30 марта — К. Ф. Гаусс доказал возможность построения с помощью циркуля и линейки правильного семнадцатиугольника и нашёл критерий возможности построения правильного n-угольника с помощью циркуля и линейки: если n — простое число, то оно должно быть вида {\displaystyle n=2^{2^{k}}+1}; начал вести дневник своих открытий.[1]
- Немецкий врач и учёный С. Ганеман опубликовал в «Журнале практической медицины» статью «Опыт нового принципа нахождения целительных свойств лекарственных веществ с несколькими взглядами на прежние принципы». Публикация этой статьи считается официальной датой рождения гомеопатии.[2]
- П. Лаплас опубликовал свой труд «Изложение системы мира» («Exposition du Systeme du Monde»).[3]
- Т. Е. Ловиц приготовил безводные диэтиловый эфир и этиловый спирт.[4]
- 14 мая — Э. Дженнер внёс ланцетом материал коровьей оспы шестилетнему Джеймсу Фиппсу. Попытка позднее инокулировать ребёнка выделяемым из пустул больного натуральной оспой оказалась безуспешной, из чего Дженнер сделал вывод, что мальчик защищён от натуральной оспы. С этого началась история прививок (вакцинаций).
- 20 июля — Мунго Парк первым из европейцев достиг реки Нигер.
- Джордж Кювье ввёл термин «птеродактиль».[5]
- Основан University of Strathclyde (Университет Стратклайда) — первый британский технологический университет.[6]
- Абрахам-Луи Бреге (фр. Abraham-Louis Bréguet), французский часовщик швейцарского происхождения, изобрёл особую спираль балансового колеса, получившей название «спирали Бреге».[7]
- В Риме издана книга Ст. Абкаряна, называемая «Основой естественных наук» — первая печатная книга на армянском языке, в которой подробно было изложено гелиоцентрическое учение.[8]
- Молдавский просветитель Амфилохий Хотинский подробно изложил в своём труде «Грамматика физических наук» гелиоцентрическую систему Коперника, научные идеи Кеплера, Галилея, Ньютона и других выдающихся учёных.[8]
- Жан Батист Жозеф Фурье возглавил кафедру математического анализа в знаменитой Политехнической школе.[9]

## Родились
- 20 января — Жан Батист Антуан Гиймен, французский ботаник (ум. 15 января 1842 года).
- 22 января — Карл Карлович Клаус, русский химик и фармацевт; первооткрыватель химического элемента рутения (ум. 1864).
- 31 января — Жозеф-Поль Гемар, французский естествоиспытатель (ум. 1858).
- 17 февраля — Филипп Зибольд, немецкий естествоиспытатель (ум. 1866).[10]
- 22 февраля — Адольф Кетле, бельгийский математик, астроном, метеоролог (ум. 1874).[11]
- 18 марта — Якоб Штейнер, швейцарский математик (ум. 1863).[12]
- 28 мая — Жозеф-Анри Левейе, французский ботаник, миколог, врач (ум. 1870).
- 1 июня — Сади Карно, французский физик и математик (ум. 1832).[13]
- 9 июня — Карл Людвиг Блюме, немецко-голландский ботаник и миколог (ум. 1862).
- 25 июня — Николай Дмитриевич Брашман, российский математик и механик чешского происхождения (ум. 1866).[14]
- 6 июля — Роберт Уайт, шотландский биолог, ботаник и врач (ум. 1872).
- 10 июля — Карл Хенрик Бохеман, шведский энтомолог (ум. 1863).
- 29 июля — Уолтер Хант, американский механик и изобретатель (ум. 1859).
- 7 августа — Павел Михайлович Строев (ум. 1876).[15]
- 15 августа — Джон Торри, американский ботаник, врач и химик (ум. 1873).
- 25 августа — Джеймс Лик (англ. James Lick, американский филантроп, на средства которого была построена Ликская обсерватория.
- 7 октября — Алексей Михайлович Кубарев, русский палеограф (ум. 1881).[16]
- 5 декабря — немецкий педагог Иоанн Ан (Johann Franz Ahn), автор ряда учебников и пособий по изучению иностранных языков, в основном адаптированных специально для купцов, желающих вести бизнес с зарубежными партнёрами.[17]
- 29 декабря — Иоганн Христиан Поггендорф, немецкий физик (ум. 1877).[18]
- Сергей Васильевич Соловьёв, русский историк (ум. 1875).[19]
- Николай Степанович Турчанинов, русский ботаник-систематик (ум. 1864).[20]
- Степан Фомич Хотовицкий, русский врач, основоположник педиатрии в России (ум. 1885).[21]
- Кветеле Ламберт Адольф Жак / Quetelet, Lambert Adolphe Jacques (1796—1874), психолог — расширил понимание нормального распределения, как выражение истинного положения дел в природе и обществе, а не просто как распределение ошибок измерения.[22]

## Скончались
- 1 января — Александр Теофил Вандермонд, французский музыкант и математик[23]
- 5 января — Анна Барбара Рейнхарт, швейцарский математик.
- 16 декабря — Иоганн Даниэль Тициус, немецкий физик и математик (род. 1729).[24]